# Archivolva alexbrownii
Archivolva alexbrownii is een slakkensoort uit de familie van de Ovulidae. De wetenschappelijke naam van de soort is voor het eerst geldig gepubliceerd in 2012 door Lorenz.